# Fiordo di Uunartoq

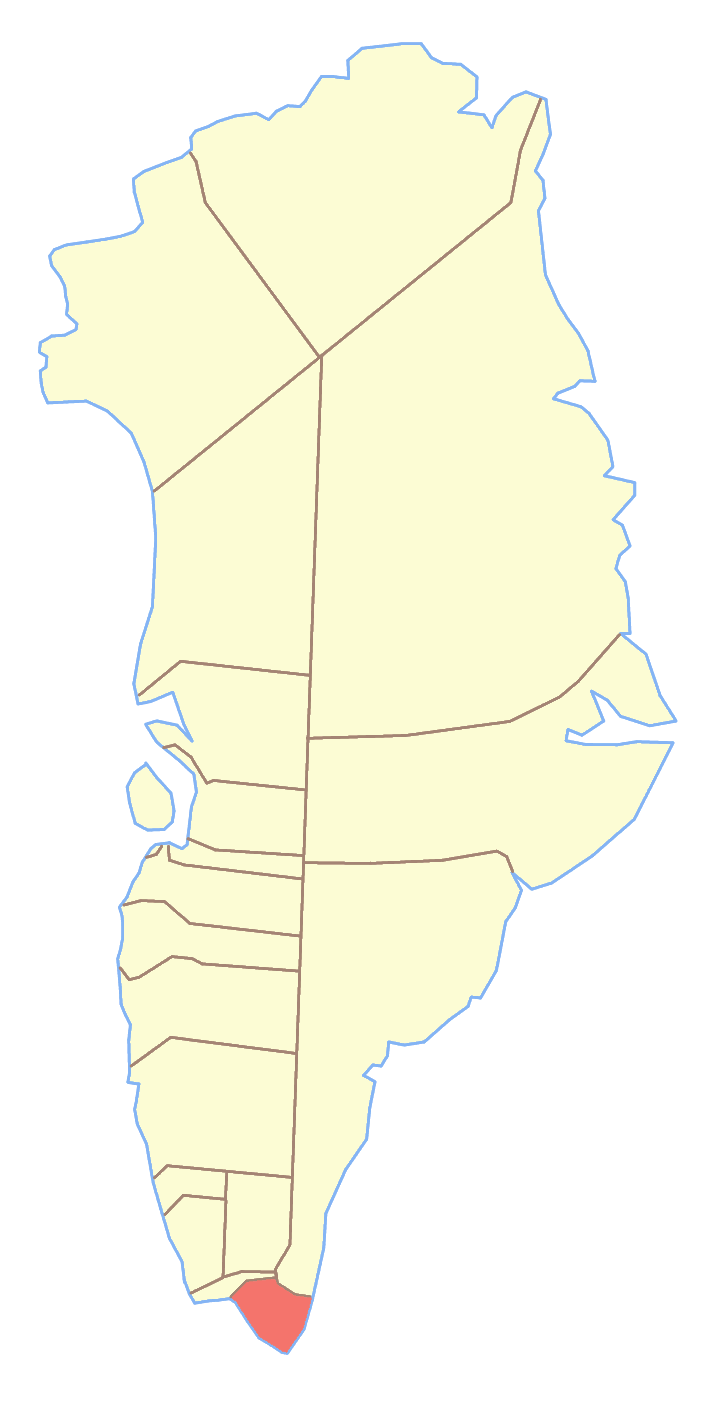
Ex comune di Nanortalik, dove si trovava il Fiordo di Uunartoq

Il fiordo di Uunartoq (danese Uunartoq Fjord) è un fiordo della Groenlandia di 30 km. Si trova a 60°32'N 45°14'O; appartiene al comune di Kujalleq.